# 야체크 봉크
야체크 봉크(폴란드어: Jacek Bąk, 1973년 3월 24일 ~ )는 폴란드의 은퇴한 축구 선수로서, 선수 시절 포지션은 센터백이다.

## 축구인 경력

### 선수 경력
고향인 루블린에 연고를 둔 모토르 루블린에서 16세의 나이로 프로 무대에 데뷔하였으며 2년 후 폴란드의 명문 클럽 레흐 포즈난으로 이적하였다. 이적 후 첫 시즌 팀이 폴란드 챔피언십에서 우승을 차지하는 데 기여하였으며 당시 활약을 바탕으로 폴란드 국가대표팀에 처음 선발되었다.
1995년 프랑스의 명문 클럽 올랭피크 리옹으로 이적하였고 리옹에서의 6시즌 간 114경기에 출전하였고 2002년 RC 랑스로 이적하였다.
2005년 카타르 리그의 알라얀으로 이적하여 아시아 무대에 진출하였다. 2007년 아우스트리아 빈으로 이적하며 유럽으로 복귀하였고 2010년 은퇴를 선언하였다.

### 국가대표 경력
1993년 20세의 나이로 키프로스와의 경기에 출전하며 A매치 데뷔전을 치렀다.
2002년, 2006년 FIFA 월드컵, 유로 2008에 출전했다. 특히 2006년 FIFA 월드컵에는 팀의 주장으로, 유로 2008 대회에서는 부주장으로 출전했다.